# Stéphane Verger (archéologue)
Pour les articles homonymes, voir Verger (homonymie).
Stéphane Verger est un archéologue français né le 10 février 1965,. Directeur d'études à l'École pratique des hautes études (EPHE), il y est titulaire de la chaire « Sociétés protohistoriques et cultures méditerranéennes au 1er millénaire av. J.-C. ». Ses recherches portent sur les relations entre les cultures protohistoriques de la fin de l'âge du bronze et de l'âge du fer entre Europe continentale et Italie (Hallstatt, Celtes, Illyriens, Vénètes, Étrusques, Italiques, Grande Grèce). Il s'intéresse également aux cultures urbaines dans le monde grec antique, tant oriental (Béotie, Ionie) qu'occidental (Illyrie, Magna Graecia, Sicile).
En 2020, le ministre italien de la culture, Dario Franceschini, le nomme directeur du Musée national romain (MNR) situé à Rome,. En novembre 2024, il est l'un des quatre directeurs de musées nationaux que congédie Alessandro Giuli, que Giorgia Meloni vient de nommer au ministère de la Culture. Entre temps, le MNR aura bâti plusieurs expositions dans lesquelles des artistes vivants explorent les résonance de leur travail avec les pièces antiques et les espaces du musée : Ai Weiwei (La commedia umana, 2022); Juan Araujo (Clouds and Shadows on Mars, 2024); Elisabetta Benassi (it) (Cameopardalis, L'ottava testa — Chiostro di Michelangelo), 2024) ;Tony Cragg (Infinite forme e bellissime, 2024).

## Parcours universitaire
Il étudie de 1984 à 1988 à l'École Normale Supérieure (ENS).
Pendant son service national à Paris, il sera détaché pour participer au Grand-Palais au commissariat d'une exposition Archéologie de la France.
De 1992 à 1995, il est étudiant en section "Antiquité" de l'École française de Rome.
En 1995, il devient maître de conférences en archéologie à l'Université de Bourgogne, où il soutient l'année suivante sa thèse de doctorat, sous la direction de Claude Rolley.
En 1997, il passe l'agrégation en histoire.
De 1999 à 2005, il est pensionnaire à l'École française de Rome, directeur d'études pour l'Antiquité.
Il obtient en 2005, à l'École des hautes études en sciences sociales (EHESS), l'habilitation à diriger des recherches. Il y devient directeur d'études (professeur titulaire).
À partir de 2007, il participe aux travaux de l'UMR « Archéologie et philologie d’Orient et d’Occident »,.
Depuis 2017, il exerce comme directeur d'études à l' EPHE, section Sciences historiques et philologiques.
Pendants ces années, il enseigne également l'archéologie à l'École du Louvre à Patis, à l'Université de la Basilicate à Potenza (Scuola di Specializzazione in Beni Archeologici) ou à l'université Frédéric-II à Naples (Scuola Superiore Meridionale).
En 1997, il dirige, à l'université de Bourgogne, les départements Histoire de l'art et Archéologie.
Il a participé plusieurs années aux travaux du conseil scientifique du Louvre, à Paris.
Nommé en 2020 à la tête du Musée national romain à Rome, il y conçoit et lance les grands chantiers de restauration des quatre sites romains du musée (thermes de Dioclétien, palais Massimo des Thermes, palais Altemps, crypte Balbi), dans le cadre du programme national « Urbs. Dalla città alla campagna romana » du PNRR (it).
Pendant ses études il a partiicpé aux fouilles du site magdalénien de Pincevent dirigés par [[[A,dré LeroiGourhan]], à celles, à Agris, de la grotte des Perrats, de l'oppidum celtique de Bibracte, de la nécropole protohistorique de Saint-Romain-de-Jalionas, puis, hors de France, à celles de la ville à la fois étrusque et romaine de Musarna (Italie) et des sanctuaires grecs et romains de Claros (Turquie).
Après 2020, il dirige :
- le programme international de Manisa (Turquie), en 2012-2016 ;
- la mission Éolienne, en collaboration avec l'antenne stambouliote de l'Institut archéologique allemand et l'université turque ;
- le programme franco-allemand NekroPergEol, destiné à notre connaissance — à travers l'étude des sites funéraires — de la stratification sociale et des identités locales hellénistiques à Pergame et en Eolide ;

- en 2014-2020, le programme franco-italien de fouilles communes, notamment en Basilicate ;
- en 2017-2023, à Apollonia d'Illyrie, la mission franco-albanaise d'archéologie avec l'institut de Tirana ;
- en 2001, à l'ENSBA de Paris, l'organisation de l'exposition Italia antiqua ;
- en 2013, l'organisation, avec le Musée Henri Prades de Lattes et le Musée de la Civilisation celtique de Bibracte, de l'expositionUne Odyssée gauloise ;
- en 2018-2019, au Parco Archeologico di Pompei, la direction de l'exposition Pompei e gli Etruschi
- en 2020, le commissariat de l'exposition Le Tavole di Eraclea. Tra Taranto e Roma au Museo archeologico nazionale della Siritide (it) à Policoro ;

- en 2021-2022, le commissariat de l'exposition Tota Italia. Alle origini di una nazione tenue d'abord aux Écuries du Quirinal, à Rome, puis au Musée national de Chine à Pékin ;
- en 2023, avec Francesco Vezzoli, le commissariat de l'exposition Vita Dulcis. Paura e desiderio nell'Impero romano ;
- les commissairiats de diverses expositions au Palais des expositions de Rome ;
- en 2023, l'organisation de l'exposition L'Istante e l'eternità. Tra noi e gli antichi au MNR, qu'il dirige alors à Rome ;
- en 2023-2024, celle de l'exposition Dacia. L'ultima frontiera della romanità au MNR qu'il dirige toujours.

## Publications
Liste non-exhaustive.
- « Le défunt de la grande tombe celtique de Hochdorf : du chef de famille aristocratique au roi bienheureux », Histoire, archéologie et société : conférences académiques franco-chinoises, École française d'Extrême-Orient, Centre de Pékin, no 16,‎ décembre 2012, p. 44 (lire en ligne [[PDF]])
- (it) Pompei e gli Etruschi, Milan, Electa, 2008
- (it) « L'Italia delle battaglia di Sentino (295 a.C.) », dans Tota Italia — Alle origini di une nazione, artem / Scuderie del Quirinale, 2021
- (it) Xavier Dupré Raventós, Sergio Ribichini et Stéphane Verger (a cura di), Saturnia Tellus : definizioni dello spazio consacrato in ambiente etrusco, italico, fenicio-punico, iberico e celtico (Atti del Convegno internazionale svoltosi a Roma dal 10 al 12 novembre 2004), 2008 (présentation en ligne)
- Jean Guilaine, Laurent Carozza, Dominique Garcia, et.al., Gilberto Artioli (collaboration) et Stéphane Verger (collaboration), Launac et le Launacien : dépôts de bronzes protohistoriques du sud de la Gaule, Montpellier, Presses universitaires de la Méditerranée, 2017
- « Manipulation des objets et recomposition du passé dans les sociétés de l’âge du Fer », dans R. Golosetti (dir.), Mémoires de l’âge du Fer. Effacer ou réécrire le passé, Hermann, 2019 (ISBN 9782705695200, présentation en ligne)
- « L'Âge du Fer ancien: l'Europe moyenne avant les Celtes historiques (800-400) », dans O. Buchsenschutz (dir.), L'Europe celtique à l'Âge du Fer. VIIIe – Ier siècles, Paris, PUF, coll. « Nouvelle Clio », 2015, p. 75-176
- Stéphane Verger, « Résidences aristocratiques et espaces publics en Italie du Nord et Allemagne du Sud », Les Dossiers d'archéologie,‎ 1er janvier 2010